# Italia 1
Italia 1是義大利的一個電視頻道。屬Mediaset集團所有。Italia 1於1982年1月3日開始播出，主要播出面對年青人的節目。Italia 1也播出很多引進自美國的節目。

## 外部連結
- Official Site （页面存档备份，存于） （意大利文）